# جامعة سراييفو
جامعة سراييفو (بالبوسنية: Univerzitet u Sarajevu/Универзитет у Сарајеву) هي أكبر وأقدم جامعة في البوسنة والهرسك، وهي أقدم مؤسسة للتعليم العالي في دول يوغسلافيا السابقة، تأسست الجامعة في عام 1531 بإعتبارها مديرية الشريعة الإسلامية العثمانية، وقد بدأت الجامعة في تجسيد الأسس العلمية الحديثة في التعليم في عام 1949، اليوم تبلغ عدد كليات الجامعة ومعاهدها 30 كلية ومعهد، يدرس بها حوالي 50,000 طالب، وهي تعد من بين أكبر الجامعات في البلقان من حيث التحاق الطلاب، ومنذ فتح أبواب الجامعة في عام 1949، خرجت الجامعة 122,000 طالب بدرجة البكالوريوس، وعدد 3891 طالب بدرجة الماجستير، وعدد 2,284 طالب بدرجة الدكتوراه، في 45 مجال مختلف.

## التاريخ
يعود تاريخ الإنشاء الأصلي لجامعة سراييفو إلى القرن السادس عشر الميلادي، حيث كانت معهد للتعليم العالي العثماني، وكانت تسمى المدرسة الدينية العثمانية في سراييفو، وهي مدرسة دينية لتعليم الشريعة الإسلامية وقانون الشريعة، وتم الاعتراف بها كجامعة في حدود الدولة العثمانية والعالم الإسلامي، تعايشت في ذلك الوقت مع العديد من المؤسسات المماثلة (المدارس الدينية) التي عقدت في المناطق المسيحية والأديرة الأرثوذكسية الكاثوليكية في البوسنة والهرسك، وفي العصور الوسطى وكان هذا النوع هو الوحيد من المؤسسات التعليمية في أوروبا، وبسبب الركود الذي صاحب الحكم العثماني للبوسنة، فإن المدارس الدينية العثمانية في سراييفو فقدت هويتها في أواخر القرن التاسع عشر الميلادي، بعد ضم البوسنة إلى الإمبراطورية النمساوية المجرية، وتم ايقاف معظم الواجبات التعليمة في المدرسة حتى عام 1949 عندما تم تأسيس جامعة حديثة في سراييفو .
بدأ التاريخ الحديث لجامعة سراييفو مع إنشاء مؤسسات علمانية تتولى التعليم العالي قبل الحرب العالمية الثانية وكذلك خلال الحرب، وتم إنشاء كلية الزراعة والغابات في عام 1940، وكلية الطب في عام 1944، وأعيد إنشاء كلية الطب في عام 1946، وتم افتتاح كلية الحقوق وكلية تدريب المعلمين، وفي عام 1948 أعيد إنشاء كلية الزراعة والغابات، وفي عام 1949 افتتحت كلية الهندسة، وفي 2 كانون الأول من عام 1949 تم تعيين مدير للجامعة وتأسست جامعة سراييفو، وافتتحت كلية الفلسفة في عام 1950، وكلية الاقتصاد في عام 1952، وتم اكتمال المرحلة الأولى من إنشاء جامعة سراييفو .
وقد تميزت المرحلة الثانية من تطوير في الفترة (1955 - 1969) من خلال فتح مؤسسات جديدة للتعليم العالي ورفع مستوى التعليم العالي في البوسنة والهرسك، وتنظيم الخطط في الشروع في فتح الدراسات العليا في الجامعة، أما المرحلة الثالثة في الفترة (1970 - 1982) فقد تم فيها افتتاح المزيد من مؤسسات التعليم العالي في الجامعة، وساهمت الجامعة بشكل مباشر وغير مباشر في إنشاء جامعات جديدة في بانيا لوكا وموستار وتوزلا، وتميزت المرحلة الرابعة في الفترة (1982 - 1992) بالفصل بين الأنشطة العلمية في الجامعة، وتشكيل المعاهد العلمية خارجها، ولكن أدت هذه الخطوة إلى انخفاض جودة التعليم والركود التكنولوجي للجامعة، وأدى إلى التحاق غير منضبط من عدد هائل من الطلاب، وبالتالي أصبحت الكفاءة أقل بكثير مما هو مخطط، وتميزت المرحلة الخامسة في الفترة (1992 - 1995 ) بتدمير المنشآت والمعدات في الجامعة والناجمة عن حرب البوسنة والهرسك وحصار سراييفو .
وبالرغم من كل هذه الصعوبات التي لحقت بالجامعة بسبب الحرب، فقد تمكنت جامعة سراييفو بالاحتفاظ باستمراريتها، في بداية عام 1996 دخلت جامعة سراييفو مرحلة التجديد المادي والأكاديمي بعد الحرب وإعادة الإعمار، ويهدف هذا التجديد المادي في إعادة الإعمار وإعادة بناء المرافق المدمرة (من خلال تحقيق مشروع الحرم الجامعي الجديد)، واستبدال المعدات التعليمية والعلمية المدمرة وإعادة إعمار مساكن الطلبة، وعلى الرغم من العديد من مشاريع إعادة الإعمار جامعة سراييفو التي انجزت، إلا أن الجامعة لا تزال لم تصل إلى الإمكانات الكاملة لما كانت عليه قبل الحرب، يتم دعم عملية التجديد وإعادة بناء الجامعة من رابطة الجامعات البحثية الأوروبية، والمجلس الأوروبي والاتحاد الأوروبي، فضلا عدد من المنظمات والمؤسسات الدولية العاملة في مجال التعليم العالي .

## الكليات
تضم الجامعة 30 كلية وأكاديمية ومعهد:

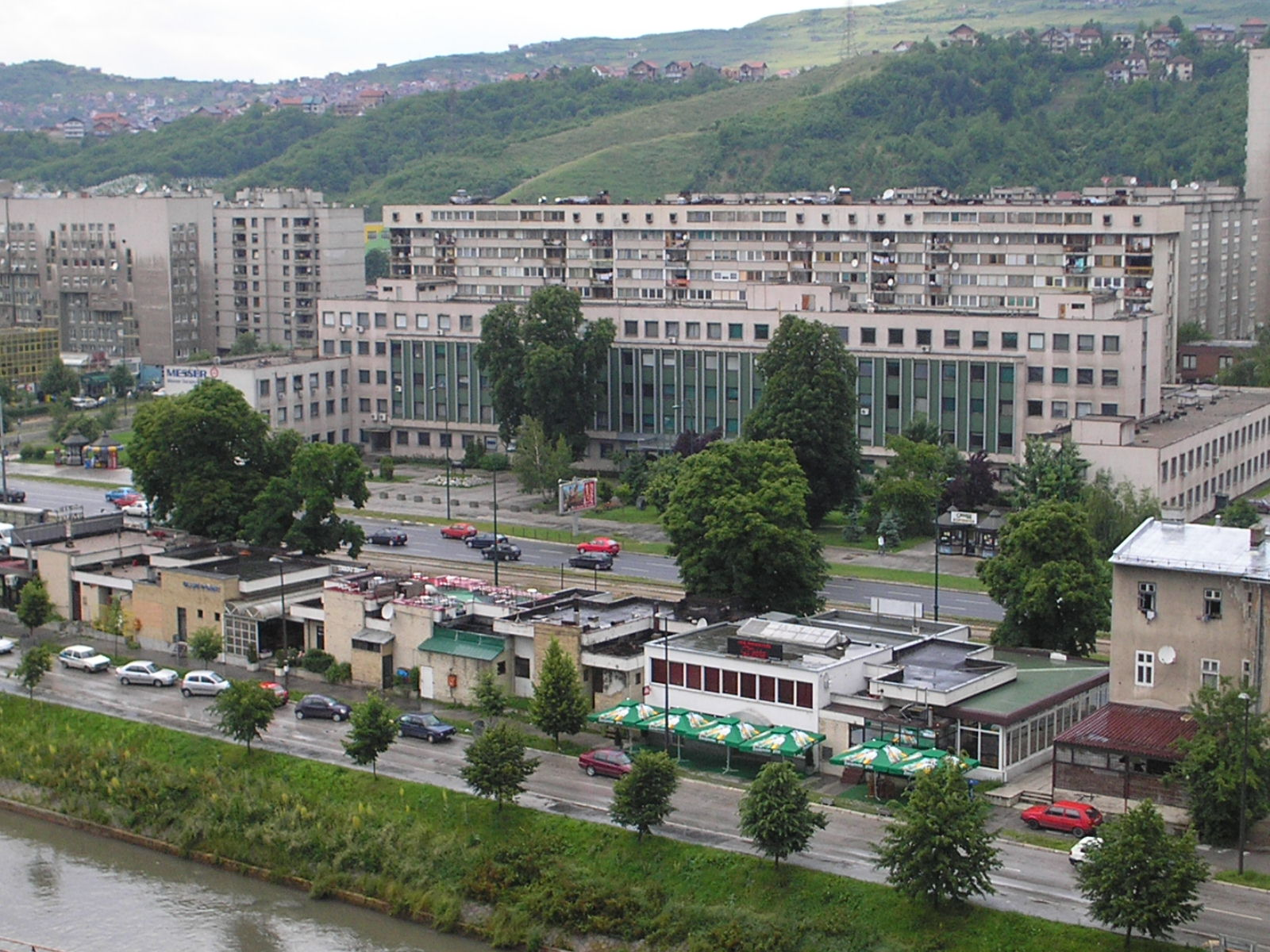
كلية الطب البيطري

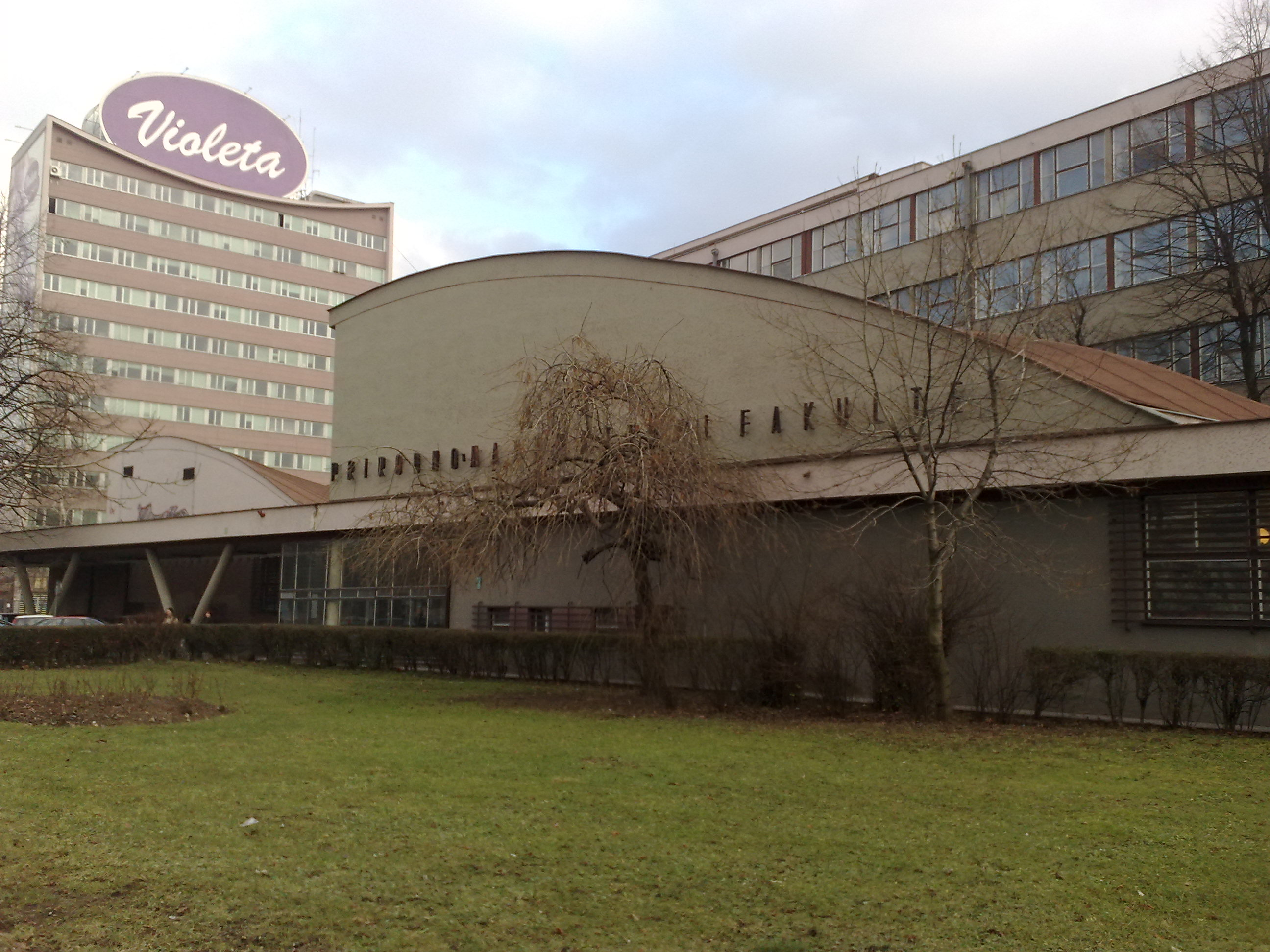
كلية العلوم الطبيعية والرياضيات

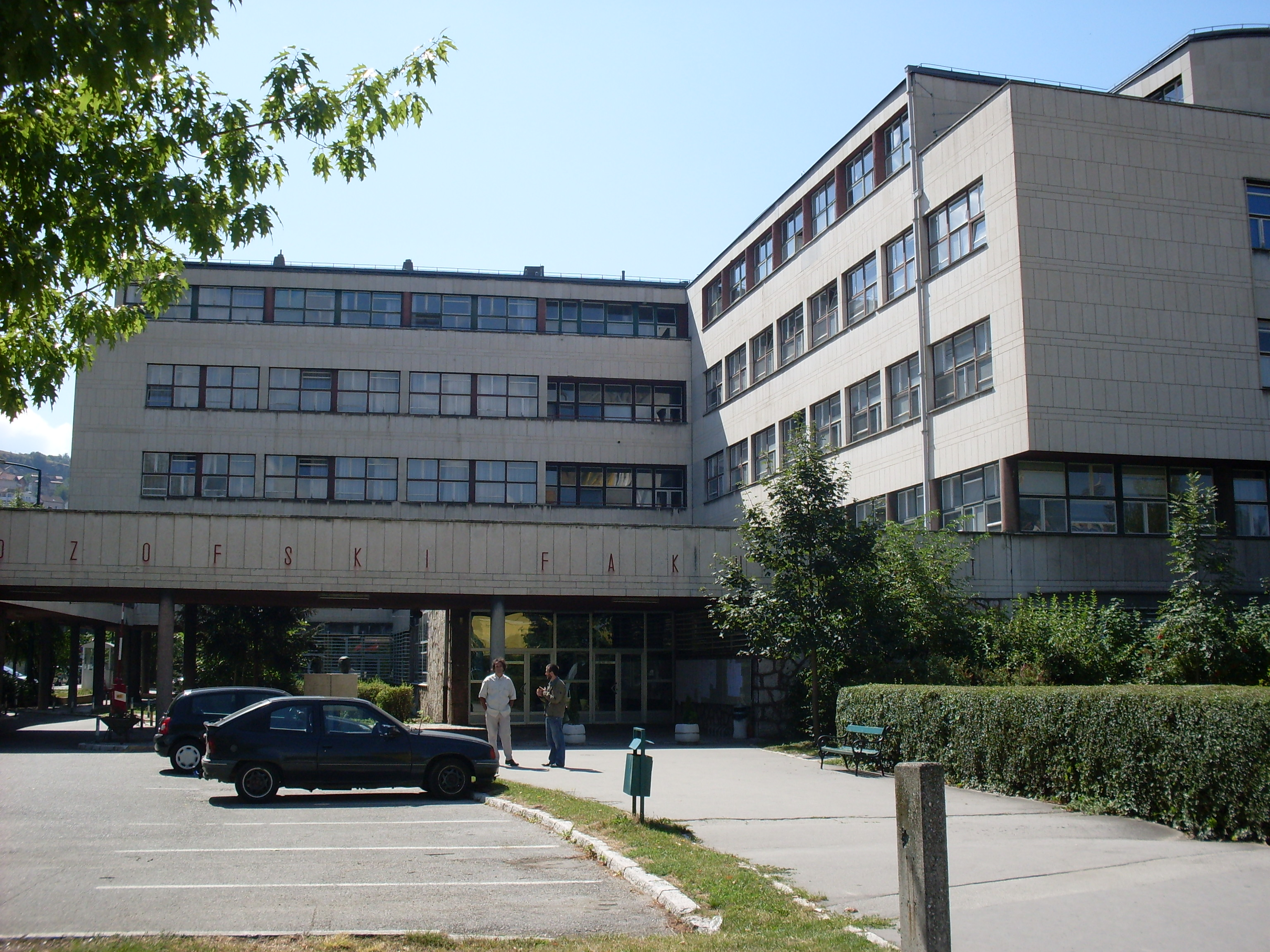
كلية الفلسفة

- كلية الاقتصاد والأعمال في سراييفو .
- أكاديمية الفنون الجميلة في سراييفو .
- أكاديمية الفنون المسرحية في سراييفو .
- كلية الهندسة المعمارية .
- كلية الهندسة الكهربائية .
- كلية العلوم الجنائية .
- كلية العلوم السياسية في سراييفو .
- كلية الرياضة والتربية البدنية .
- كلية هندسة المرور والاتصالات .
- كلية الصيدلة .
- كلية الفلسفة .
- كلية الهندسة المدنية .
- كلية الهندسة الميكانيكية .
- كلية الطب .
- أكاديمية الموسيقى في سراييفو .
- كلية المعلمين .
- كلية الزراعة .
- كلية الحقوق في سراييفو .
- كلية العلوم الطبيعية والرياضيات .
- كلية طب الأسنان .
- كلية الغابات .
- كلية الطب البيطري .
- كلية الدراسات الصحية .
- كلية الدراسات الإسلامية .
- كلية اللاهوت الكاثوليكي .
- كلية الإدارة العامة .
- معهد التاريخ .
- معهد أبحاث الجرائم ضد الإنسانية والقانون الدولي .
- معهد الهندسة الوراثية والتكنولوجيا الحيوية .
- معهد الدراسات الشرقية .

## أبرز خريجي الجامعة
- علي عزت بيغوفيتش سياسي بوسني.
- بكر عزت بيجوفيتش سياسي بوسني.
- إيفيكا أوسيم لاعب كرة قدم يوغوسلافي سابق، ومدرب كرة قدم بوسني.
- ياسميلا زبينيتش مخرجة بوسنية، حصلت على الدب الذهبي عام 2006.
- سافيت إيسوفيش مغني بوسني.
- زيفكو راديسيتش سياسي صربي بوسني.
- عبد الله سدران شاعر وكاتب سيناريو بوسني.